# لوچانو ماجینی
لوچانو ماجینی (ایتالیایی: Luciano Maggini؛ ۱۶ مه ۱۹۲۵ – ۲۴ ژانویه ۲۰۱۲ (aged 86)) دوچرخه‌سوار اهل ایتالیا بود.
درخشش‌های اصلی او به عنوان یک ورزشکار حرفه‌ای، هفت مرحله در جیرو ایتالیا بین سال‌های 1947 و 1951 بود.
او در دو دوره از مسابقات جهانی جاده‌ای شرکت کرد و در سال 1948 مقام چهارم را در والکنبورگ آن دو ژول به دست آورد که بهترین مقام او بود.